# Теорија човек од сламе
Теорија човек од сламе (која се назива и илузија човека од сламе) је псеудолравна теорија завере која потиче из покрета искупљења и преовладава у антивладиним и групама против плаћања пореза као што су sovereign citizens  и freemen on the land. Теорија сматра да појединац има две личности, једну од крви и меса, а другу као посебан правни субјект (тј. „људи од сламе“). Идеја је да дугови, обавезе, порези и законске одговорности појединца припадну човеку од сламе, а не физичком појединцу. Теорија је у закону препозната као превара; ФБИ сматра да је свако ко га промовише вероватно преварант, а Пореска управа САД сматра да је то фриволан аргумент и кажњава људе који се позивају на теорију у својим пореским пријавама. Неколико већих случајева на суду су за свој водећи аргумент користили теорију.